# A Well Respected Man
 (août 2021).
Si vous disposez d'ouvrages ou d'articles de référence ou si vous connaissez des sites web de qualité traitant du thème abordé ici, merci de compléter l'article en donnant les références utiles à sa vérifiabilité et en les liant à la section « Notes et références ».
Singles de The Kinks
See My Friends
(juillet 1965) Till the End of the Day
(novembre 1965)
A Well Respected Man est une chanson du groupe de rock britannique The Kinks, parue en septembre 1965 sur l'EP Kwyet Kinks.
Elle est également parue en single en octobre de la même année aux États-Unis (13e), puis en mars 1966 en Europe continentale.

## Un tournant dans l'œuvre des Kinks
Dans son style musical comme dans son texte, cette chanson marque un virage important dans la carrière des Kinks. Le son s'éloigne du rock brutal des origines, tandis que les paroles (satire moquant gentiment la bourgeoisie anglaise la plus routinière) inaugurent la manière dans laquelle s'illustrera de plus en plus Ray Davies par la suite, basée sur l'observation tour à tour amusée, émue, tendre ou railleuse de scènes de la vie quotidienne.
A Well Respected Man fait partie des quatre créations des Kinks figurant au palmarès, dressé par le Rock and Roll Hall of Fame américain, des « 500 chansons qui ont fait le rock'n roll », au côté de You Really Got Me, Waterloo Sunset et Lola.

## Adaptation en français
Avant même que la version originale des Kinks soit distribuée en France, Petula Clark enregistre une adaptation française écrite par Frank Gérald et sortie en EP chez Vogue en décembre 1965, sous le titre Un jeune homme bien.   